# Pachyure étrusque
Suncus etruscus · Musaraigne étrusque
 (novembre 2022).
Si vous disposez d'ouvrages ou d'articles de référence ou si vous connaissez des sites web de qualité traitant du thème abordé ici, merci de compléter l'article en donnant les références utiles à sa vérifiabilité et en les liant à la section « Notes et références ».
Espèce
Statut de conservation UICN

 LC  : Préoccupation mineure
Le Pachyure étrusque (Suncus etruscus), ou musaraigne étrusque, est une espèce de musaraignes.
Il s'agit du plus léger mammifère existant : il ne pèse que 1,8 gramme en moyenne pour une taille comprise entre 5,4 et 8,4 centimètres de long, queue comprise (la chauve-souris Kitti à nez de porc est à peu près du même poids mais a une taille comprise entre 2,9 et 3,3 cm, ce qui en fait le plus petit mammifère).

## Biologie
Le Pachyure étrusque est le plus petit mammifère d'Europe et le plus petit par sa masse (1,8 g). En revanche, le Kitti à nez de porc Craseonycteris thonglongyai est le plus petit par sa taille. À la naissance, un petit Pachyure étrusque pèse entre 0,18 et 0,22 g.
Le Pachyure étrusque a un corps très allongé, avec une taille mesurant entre 3 et 5,2 cm, queue exclue. Cette dernière mesure entre 2,4 et 3,2 cm. Son poids varie entre 1,3 g et 2,5 g, avec un poids habituellement mesuré de 1,8 g. C'est, comme toutes les musaraignes, un animal fin au museau allongé, aux dents totalement blanches, aux grandes oreilles et au pelage gris tirant sur le brun sur le dos. Il habite les milieux ensoleillés herbeux ou rocailleux.
Du fait de sa petite taille, il doit avoir un métabolisme accru pour maintenir sa température : cœur plus musclé, ultra rapide et sang hyper oxygéné. Ainsi Suncus etruscus a un cœur qui bat de 15 à 23 pulsations par seconde (soit environ 1 000 pulsations par minute), il a 24,2 ml d'oxygène pour 100 ml de sang et doit manger deux fois son poids en nourriture par jour. En cas de vague de froid soudaine, le Pachyure étrusque peut tomber pendant plusieurs heures en léthargie.
Son activité est principalement nocturne et il est actif toute l'année. Son alimentation est à base d'insectes, en particulier de coléoptères et de criquets morts depuis peu, et de larves d'insectes. Ce mammifère mange aussi des vers, des escargots et des araignées.
C'est un animal solitaire sauf pendant la saison de reproduction. La musaraigne étrusque peut avoir (en captivité) jusqu'à 6 portée par an de 2 à 5 petits. La gestation dure de vingt-sept à vingt-huit jours.

## Répartition et habitat

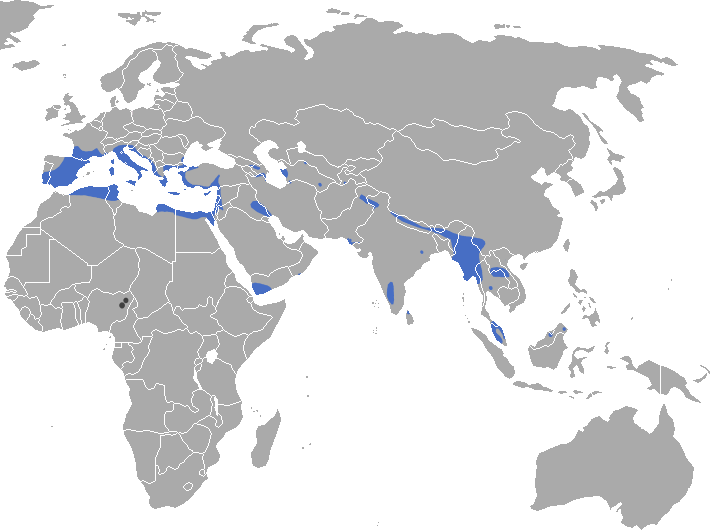
Aire de répartition de la musaraigne étrusque.

Cette espèce est répandue du Sud de l'Europe et de l'Afrique du Nord, à travers certaines parties du Proche-Orient et de la péninsule arabique, et de l'Asie centrale, de l'Asie du Sud et de l'Asie du Sud-Est continentale, jusqu'à l'île de Bornéo à l'Est. En Europe, il est confiné à la zone climatique méditerranéenne, présent sur les péninsules ibériques, italiennes et balkaniques ainsi que sur un certain nombre d'îles méditerranéennes. Il existe une population introduite établie dans les îles Canaries. En Afrique du Nord, il est présent au Maroc, en Algérie, en Tunisie, en Libye et en Égypte. En Méditerranée orientale, il est présent sur l'île de Chypre et répartie dans certaines parties de la Turquie, de la Syrie, du Liban, d'Israël et de la Jordanie. Dans le Caucase, on le retrouve en Azerbaïdjan, en Géorgie et peut-être en Arménie.
L'espèce a été signalée au Yémen, à Oman, en Irak et peut-être en Iran. En Asie du Sud, l'espèce est connue dans une grande partie de l'Afghanistan et du Pakistan, de l'Inde et du Sri Lanka, du Népal et du Bhoutan. En Chine, il n'a été signalé que dans le comté de Gengma, dans le Sud-Ouest du Yunnan. En Asie du Sud-Est, l'espèce a été signalé au Myanmar, en Thaïlande, en RDP lao, au Viet Nam et en Malaisie péninsulaire, avec quelques populations présentes sur l'île de Bornéo. Les mentions d'Afrique de l'Ouest et de l'Est sont douteuse et doivent être confirmées. L'espèce est également présente à Madagascar où elle a très probablement été déplacée par l'intervention humaine.
Terres cultivées (vignobles, oliveraies et jardins).

## Description
Très petite. Dos sombre, ventre plus clair, queue brun-noir avec de longs cils.
- Longueur tête-corps : 3.5 - 5,3 cm
- Longueur de la queue : 2.4 - 2,9 cm
- Poids : 1.5 - 2,2 g

## Comportement
Le Pachyure étrusque est principalement nocturne avec un maximum d'activité à l'aube. C'est un bon grimpeur.

## Alimentation
Il mange surtout des insectes et des larves.